# Le Poème Harmonique
Le Poème Harmonique – francuski zespół instrumentalno–wokalny, specjalizujący się w wykonaniach muzyki dawnej, zwłaszcza XVII i XVIII-wiecznej. Został założony w 1998 przez Vincenta Dumestra. Zespół jest objęty mecenatem francuskiego ministerstwa kultury.
W swoich interpretacjach dawnych utworów muzycy wykorzystują różne rzadkie instrumenty, takie jak teorban, lirone, tiorbino czy harfa potrójna.
W polu ich zainteresowań znajdują się zarówno dzieła uznanych mistrzów w nowej interpretacji, jak i muzyka tradycyjna. Łączą również działalność muzyczną z formami scenicznymi i tanecznymi.
Ich nagrania zdobyły szereg prestiżowych nagród, takich jak Grand Prix de l’Académie Charles Cros, Diapason d’Or czy Répertoire Recording of the Month. Dwukrotnie byli nominowani do Victoires de la Musique.
Współpracują z Centre de Musique Baroque w Wersalu prowadząc szkolenia dla młodych śpiewaków.
Zespół występował na całym świecie, gościł również kilkukrotnie w Polsce. 8 kwietnia 2009 wystąpił w kościele św. Katarzyny w Krakowie w ramach festiwalu Misteria Paschalia. Na tym samym festiwalu występował również w 2008. 6 i 7 czerwca 2009 w Teatrze im. Słowackiego w Krakowie wystawili operę Jeana-Baptiste’a Lully’ego Le Bourgeois Gentilhomme.

## Dyskografia

### Albumy studyjne
| Album | Kompozytor | Rok wydania | Wyróżnienia | Sygnatura |
| --- | --- | ----------- | --- | --------- |
| Le Musiche di Bellerofonte Castaldi                                                                       | Bellerofonte Castaldi | 1999        | - Diapason d’Or de l’année 1999 (Diapason) - Album of the Month (Répertoire) | Alpha 001 |
| Domenico Belli, Il Nuovo Stile                                                                            | Domenico Belli | 1999        | - Diapason d’Or 1999 (Diapason) - CHOC de l’année 1999 (Le Monde de la Musique) | Alpha 002 |
| Robert de Visée & Théophile de Viau: La Conversation                                                      | Théophile de Viau Robert de Visée                                                                                             | 1999        | | Alpha 003 |
| Estienne Moulinié: L’Humaine Comédie                                                                      | Estienne Moulinié | 2000        | - CHOC (Le Monde de la Musique) | Alpha 005 |
| Giovanni Battista Pergolesi: Stabat Mater. Musica napoletana per la festa della Vergine dei Sette dolori. | Giovanni Battista Pergolesi                                                                                                   | 2000        | | Alpha 009 |
| Aux Marches du Palais: Romances & complaintes de la France d’autrefois                                    | francuska muzyka tradycyjna                                                                                                   | 2000        | - Diapason d’Or (Diapason) - CHOC (Le Monde de la Musique) | Alpha 500 |
| Emilio de’ Cavalieri: Lamentations                                                                        | Emilio de’ Cavalieri Fabrizio Dentice Paolo Quagliati                                                                         | 2001        | - Diapason d’Or (Diapason) - nominacja do Victoires de la Musique 2001 | Alpha 011 |
| Michel-Richard de Lalande: Tenebrae                                                                       | Michel Richard Delalande | 2002        | - nominacja do Cannes Classical Awards 2004 | Alpha 030 |
| Il Fasolo?                                                                                                | Giovanni Battista Fasolo | 2002        | - CHOC (Le Monde de la Musique) | Alpha 023 |
| Pierre Guédron: Le Consert des Consorts                                                                   | Pierre Guédron | 2002        | - Awards Issue 2002 (Gramophone Magazine) | Alpha 019 |
| Nova Metamorfosi                                                                                          | Giacomo Carissimi Claudio Monteverdi Vincenzo Ruffo                                                                           | 2003        | - CHOC (Le Monde de la Musique) - Caecilia 2004 (nagroda belgijskiej prasy muzycznej) - 2004 record of the year award (Radio Klara) - nagroda niemieckich krytyków muzycznych 2004 | Alpha 039 |
| Antoine Boësset: Je Meurs Sans Mourir                                                                     | Antoine Boësset | 2004        | - CHOC (Le Monde de la Musique) - nagroda Académie Charles Cros | Alpha 057 |
| Daniel Brel: Quatre Chemins de Mélancolie                                                                 | Daniel Brel | 2004        | - Coup de Coeur (ResMusica) | Alpha 509 |
| Plaisir d’amour: Chansons & romances de la France d’autrefois                                             | francuska muzyka tradycyjna                                                                                                   | 2004        | - Coup de Coeur (ResMusica) | Alpha 513 |
| Si tu veux apprendre les pas à danser...Airs & ballets in France before the time of Lully                 | Antoine Boësset Estienne Moulinié Pierre Guédron                                                                              | 2005        | | Alpha 905 |
| Love Is Strange                                                                                           | John Johnson Anthony Holborne Robert Parsons Thomas Robinson John Bull John Dowland John Danyel Orlando Gibbons John Coprario | 2005        | | Alpha 081 |
| Charles Tessier: Carnets De Voyages                                                                       | Charles Tessier Hans Leo Hassler Maurice de Hesse John Dowland                                                                | 2005        | | Alpha 100 |
| Firenze 1616                                                                                              | Domenico Belli Giulio Caccini Cristofano Malvezzi Claudio Saracini                                                            | 2007        | - CHOC (Le Monde de la Musique) | Alpha 120 |
| Combattimenti!                                                                                            | Claudio Monteverdi Giovanni Maria Trabaci Marco Marazzoli                                                                     | 2009        | - ffff (Télérama) - Choc (Classica) - 5 (Diapason) - German Record Critic’s Award                                                                                                  | Alpha 172 |

### DVD
| Album                                                    | Kompozytor                            | Rok wydania | Wyróżnienia | Sygnatura |
| -------------------------------------------------------- | ------------------------------------- | ----------- | --- | --------- |
| Moliere / Lully: Le Bourgeois Gentilhomme                | Jean-Baptiste Lully Molier            | 2005        | - Diapason d’Or de l’année(Diapason) - Best DVD 2006 (Diapason) - Académie Charles Cros Prize 2005 - CHOC de l’année (Le Monde de la Musique) | Alpha 700 |
| Cadmus & Hermione, tragédie lyrique de Lully et Quinault | Jean-Baptiste Lully Philippe Quinault | 2008        | - Diapason d’Or | Alpha 701 |